# 毛芽椴
毛芽椴（学名：[Tilia tuan var. chinensis] 错误：{{Lang}}：文本有斜体标记（帮助））为椴树科椴树属下的一个变种。

## 扩展阅读
- 維基物種上的相關：毛芽椴